# The Struts
The Struts est un groupe de rock anglais, créé, en 2009, à l'initiative de Luke Spiller au chant et d'Adam Slack à la guitare. Lorsqu'ils sont rejoints à la basse par Jed Elliott et à la batterie par Gethin Davies trois ans plus tard, le quatuor ainsi formé se forge une réputation scénique exceptionnelle, au point d'être choisi pour faire la première partie des Rolling Stones au Stade de France le 13 juin 2014. Leur premier album, distribué par le label Universal Music le 28 juillet 2014, s'intitule Everybody Wants.

## Biographie
C'est en 2009 que Luke Spiller quitte son Bristol natal pour rejoindre Adam Slack à Derby dans le nord de l'Angleterre. Alors âgé de 21 ans et las d'aller à l'université, il n'hésite pas à rejoindre ce guitariste dont lui a parlé son cadet. Luke et Adam composent ainsi des morceaux durant toute une année, jusqu'à se sentir prêts pour la scène. Sur les conseils de leur manager, ayant vu Luke Spiller marcher fièrement lors de répétitions, ils s'appelleront The Struts (to strut, signifiant donc se pavaner). En 2011, ils assurent la première partie du groupe de pop-punk McFly lors de leur tournée Above the Noise Tour au Royaume-Uni. Jed Elliott, bassiste, et Gethin Davis, batteur, rejoignent la formation début 2012. En juin de la même année, The Struts sortent un premier single. La radio rock britannique XFM fait du titre I Just Know son disque de la semaine, et la chaîne de vêtements Primark utilise le titre pour une de ses campagnes publicitaires autour du denim.
Après un passage à Grenade pour enregistrer leur premier album, The Struts se mettent à écumer les scènes d'Angleterre, mais aussi de France,, se faisant remarquer pour leur énergie et leurs riffs ravageurs, ou encore par le look très « glam » et la voix charismatique de leur leader. En 2014, tout s'accélère : le 7 avril, l'EP Kiss This voit le jour. Puis, c'est la sortie de leur premier opus Everybody Wants le 28 juillet, produit entre autres par Ray Hedges (en). Pour la tournée, Luke Spiller se fait habiller par Zandra Rhodes, célèbre créatrice de mode, qui, un temps, conçut des vêtements pour Freddie Mercury du groupe Queen.

## Style et influences
Leur style a été défini comme étant à la fois issu du rock indépendant et du glam rock. Sur Everybody Wants, le groupe assume des influences telles que The Rolling Stones, Queen, Slade, The Darkness, The Kinks, Aerosmith, Supergrass, The Vaccines ou encore Temples.

## Projets parallèles
Luke Spiller interprète les 11 chansons du vingt-cinquième album de Mike Oldfield: Man on the Rocks, sorti le 10 mars 2014 chez Virgin EMI.

## Membres
- Luke Spiller : chant
- Adam Slack : guitare, chœur
- Jed Elliott : basse, chœur
- Gethin Davies : batterie

## Discographie

### Albums studio
- 2014 : Everybody Wants (Mercury Records / Universal Music)
- 2018 : Young & Dangerous (Polydor / Universal Music)
- 2020 : Strange Days (Polydor / Universal Music)
- 2023 : Pretty Vicious (Big Machine / John Varvatos Records)